# La Vaivre
 La Vaivre  es una población y comuna francesa, situada en la región de Franco Condado, departamento de Alto Saona, en el distrito de Lure y cantón de  Saint-Loup-sur-Semouse.

## Demografía
| 232 | 251 | 268 | 240 | 213 | 198 |
| Para los censos de 1962 a 1999 la población legal corresponde a la población sin duplicidades (Fuente: INSEE [Consultar]) |     |     |     |     |     |